# Xenopsylla piriei
Xenopsylla piriei är en loppart som beskrevs av Ingram 1928. Xenopsylla piriei ingår i släktet Xenopsylla och familjen husloppor. Inga underarter finns listade i Catalogue of Life.